# Grundlastfähigkeit
Als Grundlastfähigkeit (engl. dispatchable) wird die Fähigkeit eines Kraftwerks bzw. von Kraftwerkstypen zur dauerhaften Bereitstellung von elektrischer Energie bezeichnet, ohne dass es dabei zu häufigen oder längere Unterbrechungen kommt.

## Grundlastfähige Kraftwerke
Grundlastfähig sind alle Arten von konventionellen Wärmekraftwerken wie Kohlekraftwerke und Gaskraftwerke (inklusive GuD-Kraftwerke), sowie Kernkraftwerke. Ebenfalls grundlastfähig sind Biomasse- und Biogaskraftwerk, Geothermiekraftwerke und fast alle die Fließgeschwindigkeit von Flüssen nutzenden Wasserkraftwerke. Bedingt grundlastfähig sind Pumpspeicherkraftwerke, Wellenkraftwerke und solarthermische Kraftwerke mit integriertem Salzspeicher. Mit Installation eines Gasbrenners, mit dem der Heizwert von Brenngasen wie z. B. Methan oder Wasserstoff in die Anlage eingespeist werden kann, können Solarthermiekraftwerke auch vollständig grundlastfähig gemacht werden.
Photovoltaik- und Windkraftanlagen sind aufgrund ihrer dargebotsabhängigen und somit volatilen Einspeisung nicht grundlastfähig. Bei zunehmendem Anteil der Stromerzeugung hieraus sind daher in höherem Maße Speicherkraftwerke notwendig. Diese können dann sogar Mittellast- und Spitzenlast-Aufgaben übernehmen.

## Bedeutung

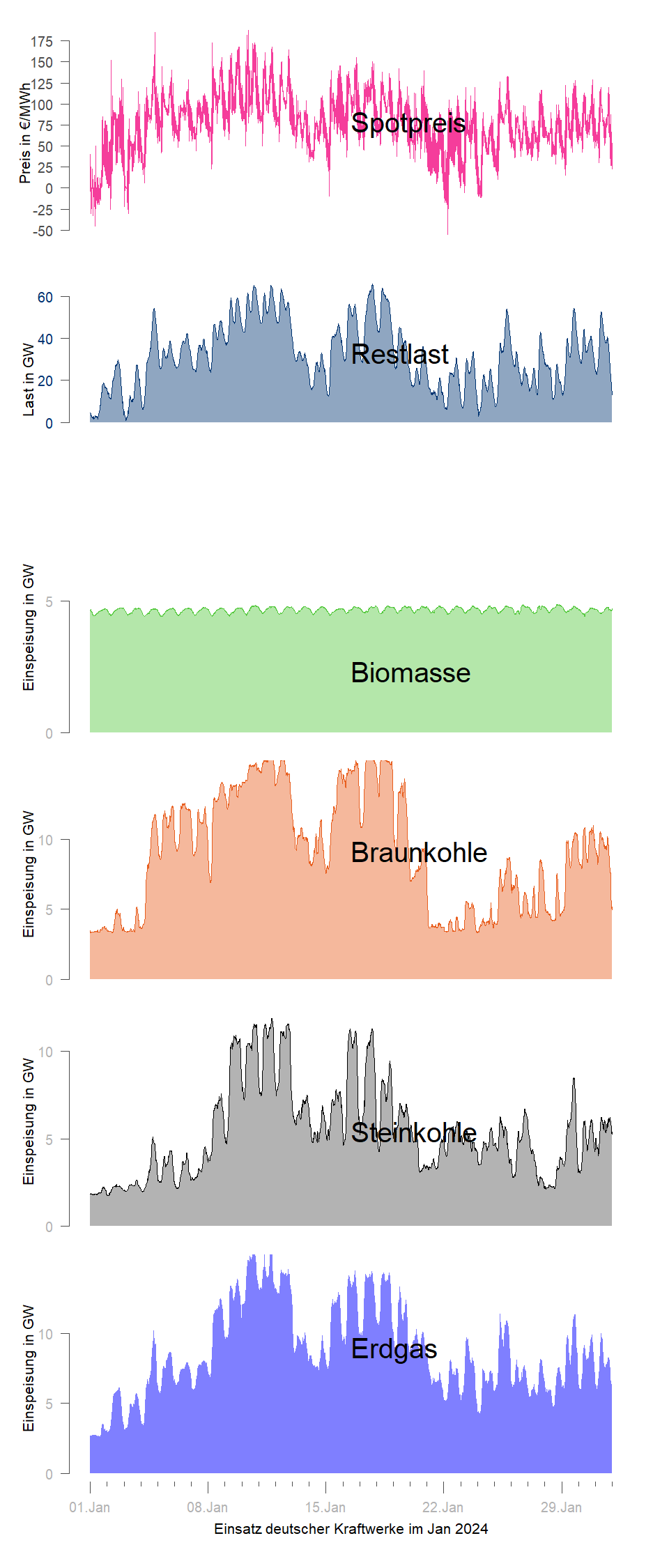
Einsatz disponibler Kraftwerke im Januar 2024 (DE-LU), Daten Entso-E Transparenzplattform

Mit der Transformation des Energiesystems hin zu einer nachhaltigeren Produktionsweise, auch als Energiewende bezeichnet, kommt es zu einem vermehrten Zubau der volatilen Einspeiser Wind- und Solarenergie. Zugleich muss zu jeder Zeit im Verbundsystem zur Wahrung der Versorgungssicherheit eine genügend große gesicherten Leistung verfügbar sein, um die verbleibende Residuallast decken zu können. Sofern die gesicherte Leistung nicht mittels ausreichend dimensionierter Speicherkraftwerke bereitgestellt werden kann, muss diese durch grundlastfähige Kraftwerke bereitgestellt werden. Derzeit werden dafür konventionelle Kraftwerke eingesetzt. Als vielversprechende Brückentechnologie gilt der Einsatz von in Kraft-Wärme-Kopplung betriebenen Gaskraftwerken und Blockheizkraftwerken mit Wärmespeicher, um den stromgeführten Betrieb dieser Anlagen zu ermöglichen. Diese Kraftwerke sind einerseits gut regelbar und bieten somit technisch die nötige Flexibilität für einen Ausgleich der Schwankungen von Wind- und Solarenergie. Andererseits können sie im Laufe ihrer Betriebszeit durch einen Brennstoffwechsel von fossilem Erdgas auf Biogas und synthetisches Methan aus Power-to-Gas-Anlagen sukzessive auf erneuerbare Energiequellen umgestellt werden.

## Abgrenzung zum Begriff Grundlastkraftwerk
Grundlastfähige Kraftwerke sind nicht zu verwechseln mit Grundlastkraftwerken. Während die Grundlastfähigkeit ein rein technisches Kriterium darstellt, ergibt sich die Eignung als Grundlastkraftwerk vor allem aus ökonomischen Aspekten, insbesondere der spezifischen Kostenstruktur (Merit-Order). Grundlastkraftwerke sind teuer in der Errichtung und weisen niedrige variable Betriebskosten (Brennstoffkosten) auf, weshalb sie möglichst durchgehend in Betrieb sind. Typische Grundlastkraftwerke sind demgemäß Kernkraftwerke und Braunkohlekraftwerke, an die aufgrund ihres Einsatzprofils auch keine Ansprüche an schnelle Regelbarkeit gestellt werden, und Wasserkraftwerke. Auch die Windkraft zählt – obwohl nicht grundlastfähig – aufgrund ihrer spezifischen Kostenstruktur mit sehr geringen Grenzkosten zu den Grundlastenergien. Gegensätzlich verhält es sich bei Gaskraftwerken. Diese sind zwar grundlastfähig, werden jedoch aufgrund ihrer hohen variablen Kosten bei zugleich niedrigen Kosten für ihre Errichtung nicht als Grundlastkraftwerke eingesetzt, sondern typischerweise zur Deckung der Spitzenlast.